# Copernicia fallaensis
Copernicia fallaensis är en enhjärtbladig växtart som beskrevs av Leon. Copernicia fallaensis ingår i släktet Copernicia och familjen Arecaceae.
Artens utbredningsområde är Kuba. Inga underarter finns listade i Catalogue of Life.